# Wildwasserrennsport-Weltmeisterschaften 2019
Die Kanuwildwassersprint-Weltmeisterschaften 2019 fanden vom 25. bis 29. September 2019 im spanischen Seu d’Urgell statt. Es waren die fünften reinen Sprint-Weltmeisterschaften im Wildwasserrennsport. Es waren nach Pau 2017 die zweiten gemeinsamen Wildwasser-Weltmeisterschaften der Wildwasserrennsportler und Wildwasserslalom-Kanuten seit die Weltmeisterschaften im Wildwasserrennsport und dem Wildwasserslalom 1995/1996 getrennt wurden.
Insgesamt wurden elf Wettbewerbe ausgetragen, bei den Männern jeweils eine Einzel- und eine Mannschaftsentscheidung im Einer-Kajak (K1), Einer-Canadier (C1) und Zweier-Canadier (C2) und bei den Frauen je eine Einzel- und Mannschaftsentscheidung im Einer-Kajak und Einer-Canadier sowie eine Einzelentscheidung im Zweier-Canadier. Erfolgreichste Nation war erneut Frankreich.

## Ergebnisse

### Männer

#### Kajak
| Wettbewerb | Gold                                            | Zeit  | Silber                                             | Zeit  | Bronze                                           | Zeit  |
| K-1        | Nejc Žnidarčič                                  | 53,93 | Felix Bouvet                                       | 53,94 | Hugues Moret                                     | 54,10 |
| K-1 Team   | SlowenienNejc Žnidarčič Anze Urankar Simon Oven | 58,08 | FrankreichFelix Bouvet Hugues Moret Mexence Barouh | 58,48 | TschechienAdam Satke Filip Hric Vojtech Zapletal | 59,25 |

#### Canadier
| Wettbewerb | Gold                                                                                                  | Zeit  | Silber                                                                                       | Zeit  | Bronze                                                                                                 | Zeit  |
| C-1        | Louis Lapointe                                                                                        | 58,02 | Ondřej Rolenc                                                                                | 58,46 | Vladimir Slanina                                                                                       | 58,91 |
| C-1 Team   | FrankreichQuentin Dazeur Louis Lapointe Tony Debray                                                   | 61,67 | TschechienOndřej Rolenc Marek Rygel Vladimir Slanina                                         | 63,61 | KroatienIgor Gojic Luka Obadic Ivan Tolic                                                              | 64,70 |
| C-2        | FrankreichTony Debray Louis Lapointe                                                                  | 57,56 | TschechienMarek Rygel Petr Veselý                                                            | 57,97 | FrankreichQuentin Dazeur Stéphane Santamaria                                                           | 57,99 |
| C-2 Team   | FrankreichTony Debray Louis Lapointe Lucas Pazat Ancelin Gourjault Quentin Dazeur Stéphane Santamaria | 61,00 | DeutschlandFinn Hartstein Janosch Sülzer Normen Weber René Brücker Ole Schwarz Yannic Lemmen | 70,66 | TschechienDaniel Suchanek Ondřej Rolenc Marek Rygel Petr Vesely Vladimir Slanina Vladimir Slanina Sen. | 70,88 |

### Frauen

#### Kajak
| Wettbewerb | Gold                                                        | Zeit  | Silber                                                   | Zeit  | Bronze                                                    | Zeit  |
| K-1        | Phenicia Dupras                                             | 60,49 | Anezka Paloudova                                         | 60,54 | Barbora Dimovova                                          | 60,78 |
| K-1 Team   | TschechienAnezka Paloudova Martina Satková Barbora Dimovova | 64,60 | FrankreichPhenicia Dupras Lise Vinet Mathilde Valdenaire | 65,38 | DeutschlandSabine Füßer Meghan Jaedicke Jil-Sophie Eckert | 66,38 |

#### Canadier
| Wettbewerb | Gold                                                     | Zeit  | Silber                                               | Zeit  | Bronze                                              | Zeit  |
| C-1        | Martina Satková                                          | 66,18 | Cecilia Panato                                       | 66,79 | Elsa Gaubert                                        | 66,84 |
| C-1 Team   | FrankreichMartina Satková Anezka Paloudova Marie Nemcova | 72,46 | TschechienElsa Gaubert Helene Raguenes Margot Beziat | 77,05 | DeutschlandMaren Lutz Lea Sophie Barth Sabrina Barm | 81,67 |
| C-2        | FrankreichElsa Gaubert Margot Beziat                     | 65,80 | ItalienMerlene Ricciardi Cecilia Panato              | 67,82 | DeutschlandMaren Lutz Sabrina Barm                  | 67,85 |

## Medaillenspiegel
| Platz  | Land        | Gold | Silber | Bronze | Gesamt |
| ------ | ----------- | ---- | ------ | ------ | ------ |
| 1      | Frankreich  | 7    | 3      | 3      | 13     |
| 2      | Tschechien  | 2    | 5      | 4      | 11     |
| 3      | Slowenien   | 2    | 0      | 0      | 2      |
| 4      | Italien     | -    | 2      | -      | 2      |
| 5      | Deutschland | -    | 1      | 3      | 4      |
| 6      | Kroatien    | -    | -      | 1      | 1      |
| Gesamt | Gesamt      | 11   | 11     | 11     | 33     |